# Cauber Madonna

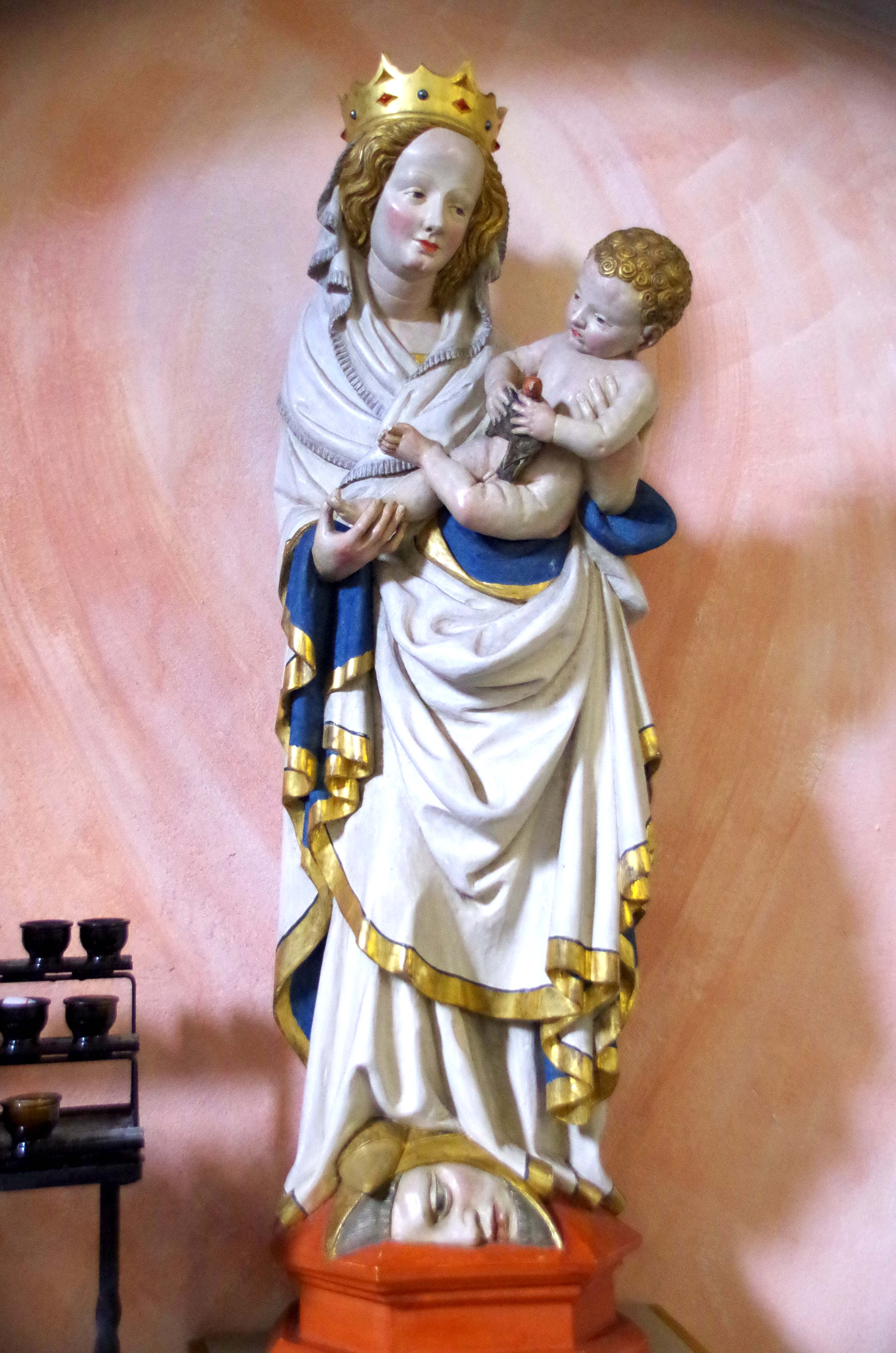
Replik der Cauber Madonna von Wieland Graf

Die Cauber Madonna ist ein von einem unbekannten Meister gefertigtes Werk der rheinischen Spätgotik in Kaub (frühere Schreibweise Caub) in Rheinland-Pfalz. Innerhalb dieser Epoche zählt die Skulptur zum Weichen Stil.

## Geschichte
Die auf 1410–1420 datierte Skulptur ist 135 cm hoch, aus Lindenholz geschnitzt mit farbiger Fassung. Sie stand ursprünglich in der St.-Nikolaus-Kirche in Kaub, ging aber wahrscheinlich bereits bei Einführung der Reformation (1560) verloren. 1924 verkaufte ein Frankfurter Kunsthändler sie an das Hessische Landesmuseum Kassel.
Nach dem Zweiten Weltkrieg versuchten die Kauber Pfarrei sowie der lokale Heimatverein, die Skulptur zurückzuerwerben; das Hessische Landesmuseum wollte sie jedoch nicht verkaufen. Seit 1998 gibt es in der St.-Nikolaus-Kirche in Kaub eine von Wieland Graf vor Ort am Original gefertigte Kopie, wobei die verloren gegangene Krone rekonstruiert wurde.
Wegen der Umbauarbeiten der Kasseler Museumsabteilung "Angewandte Kunst", in der die Skulptur bis 2008 im Rahmen der ständigen Ausstellung "Schatzkunst 800-1800" präsentiert war, wird das Original für die Öffentlichkeit voraussichtlich erst 2013 wieder zugänglich sein.

## Beschreibung
Die auf einem roten Sockel stehende Mondsichelmadonna trägt ein weißes Gewand mit goldenen Bordüren, der Faltenwurf gibt Teile des Mantelfutters frei, das blau ist. Auf dem linken Arm trägt sie das Christuskind, dem sie ihr Gesicht zuwendet, ihre rechte Hand umfasst das ausgestreckte rechte Füßchen des Kindes, das die Beine übereinandergeschlagen hat. Golden wie die Farbe der Bordüren sind die Haare von Maria und Kind sowie (bei der Kopie) die rekonstruierte Krone.
Zu den typischen Elementen des Weichen Stils gehören das Fallen des Faltenwurfs, der sanft lächelnde Blick der Madonna und die spielerische Bewegung des Christuskindes.